# ピース又吉の活字の世界
『ピース又吉の活字の世界』（ピースまたよしのかつじのせかい）とは、ニッポン放送で2012年10月3日から2013年3月27日まで放送されたラジオ番組である。

## 番組概要
この番組は、読書家で知られるお笑いコンビのピース・又吉直樹が、日本文学の名作や作家の人生背景、小説の面白さを紹介する「書物語り」と、文筆家や本好きの著名人らを招いて話を聞く「本の達人」で構成されている。
なお、ニッポン放送で本に特化した番組を放送するのはこれが初めてになる。
また、又吉のラジオパーソナリティーを務めるのは、2010年に「ピースのオールナイトニッポンR」で務めたことはあるが、レギュラーとしてのラジオパーソナリティーを務めるのは、ピースとしても単独でも初めてのこと。
この起用について、ニッポン放送では、10月の番組改編を迎えるにあたって、「プロ野球のない平日の夜に落ち着いた番組を届けるため、この番組を編成し、この「文学」と「トーク」を結びつけるパーソナリティーとして白羽の矢が立ったのが又吉だった」と説明している。
この番組について、又吉は「本の楽しみ方や魅力について語り合い、皆さんに『活字の世界』にどっぷり浸ってもらおうという番組です」と紹介した上で「この番組を聴いて、本を手にとってもらったり、少しでも本やその作者に興味を持っていただければと思っています」と意気込んでいる。

## 「本の達人」ゲスト
- 2012年
  - 木村綾子（10/3･10）
  - 穂村弘（10/24･11/7）
  - 岡崎武志（11/14･21）
  - 東雅夫（11/28･12/5）
  - 坪内祐三（12/19･26）

- 2013年
  - 豊崎由美（1/2･9）
  - 古井由吉（1/16･23）
  - 島田潤一郎[2]（1/30･2/6）
  - 小池昌代（2/13･27）
  - 三上延（3/13･20）

## 放送時間
- 毎週水曜 20:00-20:30

## ネット局
いずれの局も毎週水曜20:00-20:30の同時ネット。ニッポン放送がナイター中継や特別番組により中止の場合、ネット局も休止となる。
- ラジオ福島
- 栃木放送
- 和歌山放送
- 西日本放送